# Storm Lake
Storm Lake ist eine Stadt (mit dem Status „City“) und Verwaltungssitz des Buena Vista County im US-amerikanischen Bundesstaat Iowa. Im Jahr 2010 hatte Storm Lake 10.600 Einwohner, deren Zahl sich bis 2020 auf 11.269 erhöhte.

## Geografie
Storm Lake liegt im Nordwesten Iowas am gleichnamigen See, der über den Outlet Creek, den North Raccoon River, den Raccoon River und den Des Moines River zum Stromgebiet des Mississippi gehört.
Die geografischen Koordinaten von Storm Lake sind 42°38′28″ nördlicher Breite und 95°12′35″ westlicher Länge. Das Stadtgebiet erstreckt sich über eine Fläche von 10,59 km².
Nachbarorte von Storm Lake sind Truesdale (10,9 km nördlich), Rembrandt (25,4 km in der gleichen Richtung), Newell (20,2 km ostsüdöstlich), Early (24,2 km südsüdöstlich), Lakeside (an der südlichen Stadtgrenze), Schaller (22,9 km südwestlich) und Alta (9,7 km nordwestlich).
Die nächstgelegenen größeren Städte sind die Twin Cities in Minnesota (Minneapolis und Saint Paul) (385 km nordöstlich), Cedar Rapids (342 km ostsüdöstlich), Iowas Hauptstadt Des Moines (253 km südöstlich), Kansas City in Missouri (453 km südlich), Nebraskas größte Stadt Omaha (199 km südsüdwestlich), Sioux City (111 km westsüdwestlich) und South Dakotas größte Stadt Sioux Falls (212 km nordwestlich).

## Verkehr
Der U.S. Highway 71 verläuft in Nord-Süd-Richtung entlang des östlichen Stadtrandes von Storm Lake. Im Stadtzentrum treffen die Iowa State Highways 7 und 110 zusammen. Alle weiteren Straßen sind untergeordnete Landstraßen, teils unbefestigte Fahrwege sowie innerörtliche Verbindungsstraßen.
Von Westnordwest nach Ostsüdost führt eine Eisenbahnlinie für den Frachtverkehr der Canadian National Railway (CN) durch das Stadtgebiet von Storm Lake.
Mit dem Storm Lake Municipal Airport befindet sich 8,5 km südwestlich ein kleiner Flugplatz. Die nächsten Verkehrsflughäfen sind der Des Moines International Airport (262 km südöstlich), das Eppley Airfield in Omaha (192 km südsüdwestlich), der Sioux Gateway Airport in Sioux City (115 km westsüdwestlich) und der Sioux Falls Regional Airport (235 km nordwestlich).

## Bevölkerung
Nach der Volkszählung im Jahr 2010 lebten in Storm Lake 10.600 Menschen in 3536 Haushalten. Die Bevölkerungsdichte betrug 1000,9 Einwohner pro Quadratkilometer. In den 3536 Haushalten lebten statistisch je 2,75 Personen.
Ethnisch betrachtet setzte sich die Bevölkerung zusammen aus 68,4 Prozent Weißen, 4,4 Prozent Afroamerikanern, 0,4 Prozent amerikanischen Ureinwohnern, 9,8 Prozent Asiaten, 0,9 Prozent Polynesiern sowie 13,6 Prozent aus anderen ethnischen Gruppen; 2,4 Prozent stammten von zwei oder mehr Ethnien ab. Unabhängig von der ethnischen Zugehörigkeit waren 36,1 Prozent der Bevölkerung spanischer oder lateinamerikanischer Abstammung.
25,9 Prozent der Bevölkerung waren unter 18 Jahre alt, 61,6 Prozent waren zwischen 18 und 64 und 12,5 Prozent waren 65 Jahre oder älter. 49,9 Prozent der Bevölkerung waren weiblich.
Das mittlere jährliche Einkommen eines Haushalts lag bei 45.208 USD. Das Pro-Kopf-Einkommen betrug 19.430 USD. 15,4 Prozent der Einwohner lebten unterhalb der Armutsgrenze.

## Bekannte Bewohner
- Winton C. Hoch (1905–1979) – Kameramann – geboren und aufgewachsen in Storm Lake
- Steve King (* 1949) – seit 2003 Abgeordneter des US-Repräsentantenhauses – geboren und aufgewachsen in Storm Lake
- Nicholas Slight (* 2001), Volleyballspieler